# Bert Flier
Bert Flier (27 november 1972) is een Nederlandse triatleet uit Barendrecht, die zich daarnaast ook als atleet manifesteerde. Hij werd tweemaal Nederlands kampioen triatlon op de lange afstand.

## Loopbaan
Flier deed op de middelbare school verschillende sporten, zoals voetbal, volleybal, basketbal, hardlopen, tafeltennis en badminton. Op zeventienjarige leeftijd begon hij met het doen van triatlons. Zijn debuut was in Vianen, waar hij gelijk een derde plaats behaalde.
Een jaar later deed hij een halve triatlon en toen hij twintig was, deed hij voor het eerst mee aan de triatlon van Almere. Met zijn trainer had hij afgesproken na 10 km hardlopen uit te stappen, wat hij ook deed. Een jaar later volbracht hij deze wedstrijd wel tot de finish en in 2001 en 2002 pakte hij de nationale langafstandstitel.
In 2007 volbracht Flier voor het eerst de Ironman Hawaï in 11:40.46 (zwemmen 59.50, fietsen 5:10.09 en hardlopen 5:22.19). Dat jaar won hij ook het Nederlands kampioenschap offroad triatlon. Door een val met zijn fiets tijdens een training was hij enige tijd uitgeschakeld.
Bert Flier studeerde bedrijfskunde en Japankunde aan de Erasmus Universiteit Rotterdam. Na universitair docent te zijn geweest aan het Rotterdam School of Management ging hij aan de slag als project director bij de BOAL Group, een bedrijf dat aluminium extrusieprofielen produceert in Nederland, België en het Verenigd Koninkrijk.
Flier is lid van CAV Energie te Barendrecht.

## Titels
- Nederlands kampioen triatlon op de lange afstand - 2001, 2002
- Nederlands kampioen offroad triatlon - 2007, 2010

## Belangrijke prestaties

### triatlon
- 2000:  NK lange afstand in Almere - 8:28.59
- 2000:  Triatlon van Veenendaal - 1:55.34
- 2001:  NK lange afstand in Almere - 8:32.03
- 2002:  NK lange afstand in Almere - 8:53.58
- 2005:  Triatlon van Veenendaal - 1:57.12
- 2006:  triatlon van Almere - 8:30.39
- 2006:  Triatlon van Oud Gastel
- 2006:  Triatlon van Didam
- 2007:  NK lange afstand in Almere - 8:34.36
- 2007: 883e Ironman Hawaï - 11:40.46
- 2010:  NK cross triatlon - 2:21.11
- 2011:  NK middenafstand - 3:57.59

### atletiek
- 2004:  Binnenmaasloop (21,1 km) - 1:14.11
- 2005:  Aagtekerke Run - 47.38
- 2005: 12e Rabo Robuust Run - 1:17.40
- 2006:  17e Dirk IV Loop Hoornaar (10 km) - 33.14
- 2006:  halve Marathon van Oostvoorne
- 2008:  halve marathon Midden-Delfland
- 2008:  marathon van Zeeland - 2:56.58
- 2009:  Verkerkloop - 33.42
- 2009:  halve marathon van Oostvoorne - 1.10.45
- 2010:  Heinenoordtunnelloop (25 km) - 1:27.19
- 2010:  Dirk IV loop (10 km) - 33.20
- 2015: 6e halve marathon van Spijkenisse - 1:22.26

- Gemeinsame Normdatei: 1146501943
- International Standard Name Identifier: 0000 0003 5190 001X
- Nederlandse Thesaurus van Auteursnamen: 258282312
- Virtual International Authority File: 290904695
- WorldCat: E39PBJwRX7X9pjyB4bB9RDQXh3